# Vierwochenpsalter
Als Vierwochenpsalter wird die Aufteilung der Psalmen und biblischen Cantica im Stundengebet der römisch-katholischen Kirche bezeichnet. Das Schema des Vierwochenpsalters verteilt die Psalmen und Cantica so auf die einzelnen Horen, dass sich die Abfolge alle vier Wochen wiederholt. Ein Vierwochenschema besteht auch für die übrigen Teile der Horen (Antiphonen, Hymnus, Kapitel, Versikel, Fürbitten und Oration). Lediglich die Komplet hat ein einwöchiges Schema; es kann aber auch an jedem Tag die Komplet des Sonntags gebetet werden.

## Geschichtliche Entwicklung
Den Anstoß zu der Neuordnung gab das Zweite Vatikanische Konzil in seiner Liturgiekonstitution Sacrosanctum Concilium (Nr. 91) mit der Bestimmung, die Psalmen sollten „nicht mehr auf eine Woche, sondern auf einen längeren Zeitraum verteilt werden.“ Der Vierwochenpsalter gilt seit der Reform des Stundengebets durch die Apostolische Konstitution Laudis canticum Papst Pauls VI. vom 1. November 1970, mit der er das Textbuch Liturgia Horarum iuxta ritum Romanum (Stundenbuch) in Kraft setzte. Bis dahin galt seit der Brevierreform Papst Pius’ V.  von 1568 der Wochenpsalter, von Papst Pius X. am 1. November 1911 mit seiner Reform des Breviarium Romanum reformiert. Hierbei wurden in jeder Woche alle 150 Psalmen gebetet.

## Inhalte
Der Vierwochenpsalter weist einige Gesetzmäßigkeiten auf, die an frühere Traditionen angelehnt sind:
- In den Laudes wird immer ein alttestamentliches Canticum und am Schluss ein Lobpsalm gesungen
- zur Vesper gehört immer ein neutestamentliches Canticum.
- die Psalmen der Komplet greifen das Motiv der Nacht auf und sind geprägt vom Vertrauen auf Gott
- der lange Psalm 119, der zahlreiche Lebensregeln enthält, wird abschnittsweise in den Tageshoren gebetet
- am Freitag und am Sonntag trägt die Auswahl der Psalmen und Cantica dem Pascha-Mysterium Rechnung
- die Fluchpsalmen 58, 83 und 109 werden ausgespart

Das Stundengebet an Festen sowie in der Advents- und Weihnachtszeit, der Fasten- und Osterzeit hat eine abweichende, auf den Tagescharakter bezogene Textauswahl. Einige – vor allem monastische – Ordensgemeinschaften halten ihr Chorgebet nach abweichenden Regeln, zum Teil weiterhin als einwöchige Ordnung.

## Psalmenordnung

### Wochenzählung
Der Vier-Wochen-Zyklus beginnt jeweils  mit der ersten Woche am 1. Adventssonntag, am 1. Sonntag im Jahreskreis, am 1. Fastensonntag und am Ostersonntag.
Eine Besonderheit ergibt sich dadurch, dass der Jahreskreis aus zwei von der Fasten- und Osterzeit getrennten zusammenhängenden Zeiträumen besteht, nämlich zwischen Weihnachtsfestkreis und Fastenzeit sowie zwischen Pfingsten und Advent. Während im ersten Zeitraum die Wochen im Jahreskreis von eins an hochgezählt werden, wird nach Pfingsten nicht einfach weitergezählt. Stattdessen endet das Kirchenjahr stets mit der 34. Woche im Jahreskreis, wird also von Christkönig (letzter Sonntag im Kirchenjahr) heruntergezählt. Dadurch folgt auf die letzte Woche im Jahreskreis vor dem 1. Fastensonntag nach Pfingsten nicht notwendig die um eins höhere Woche im Jahreskreis.
Die jeweilige Woche im Vierwochenpsalter lässt sich ermitteln, indem man die Woche seit einschließlich dem jeweiligen Beginn des Vier-Wochen-Zyklus oder im Fall des Jahreskreises der Woche im Jahreskreis durch vier teilt und den ganzzahligen Rest betrachtet (0 = erste Woche, 3 = vierte Woche).

### Aufteilung der Psalmen auf die vier Wochen
Längere Psalmen werden in Abschnitte (I, II, III) aufgeteilt. Bei den alt- und neutestamentlichen Cantica wird meist nur eine Auswahl von Versen aus den angegebenen Kapiteln gebetet.

#### Erste Woche
|                         | Sonntag                | Montag           | Dienstag         | Mittwoch            | Donnerstag           | Freitag             | Samstag                  |
| ----------------------- | ---------------------- | ---------------- | ---------------- | ------------------- | -------------------- | ------------------- | ------------------------ |
| 1. Vesper (am Vorabend) | 141, 142, Phil 2       |                  |                  |                     |                      |                     |                          |
| Lesehore                | 1, 2, 3                | 6, 9 I, 9 II     | 10 I, 10 II, 12  | 18 I, 18 II, 18 III | 18 IV, 18 V, 18 VI   | 35 I, 35 II, 35 III | 131, 132 I, 132 II       |
| Laudes                  | 63, Dan 3, 149         | 5, 1 Chr 29, 29  | 24, Tob 13, 33   | 36, Jdt 16, 47      | 57, Jer 31, 48       | 51, Jes 45, 100     | 119 XIX, Ex 15, 117      |
| Terz/Sext/Non           | 118 I, 118 II, 118 III | 19 II, 7 I, 7 II | 119 I, 13, 14    | 119 II, 17 I, 17 II | 119 III, 25 I, 25 II | 119 IV, 26, 28      | 119 V, 34 I, 34 II       |
| Vesper                  | 110, 114, Offb 19      | 11, 15, Eph 1    | 20, 21, Offb 4-5 | 27 I, 27 II, Kol 1  | 30, 32, Offb 11-12   | 41, 46, Offb 15     | siehe Sonntag, 1. Vesper |
| Komplet                 | 91                     | 86               | 143              | 31 I, 130           | 16                   | 88                  | 4, 134                   |

#### Zweite Woche
|                         | Sonntag                | Montag              | Dienstag              | Mittwoch              | Donnerstag              | Freitag             | Samstag                  |
| ----------------------- | ---------------------- | ------------------- | --------------------- | --------------------- | ----------------------- | ------------------- | ------------------------ |
| 1. Vesper (am Vorabend) | 119 XIV, 16, Phil 2    |                     |                       |                       |                         |                     |                          |
| Lesehore                | 104 I, 104 II, 104 III | 31 I, 31 II, 31 III | 37 I, 37 II, 37 III   | 39 I, 39 II, 52       | 44 I, 44 II, 44 III     | 38 I, 38 II, 38 III | 136 I, 136 II, 136 III   |
| Laudes                  | 118, Dan 3, 150        | 42, Sir 36, 19      | 43, Jes 38, 65        | 77, 1 Sam 2, 97       | 80, Jes 12, 81          | 51, Hab 3, 147 II   | 92, Dtn 32, 8            |
| Terz/Sext/Non           | 23, 76 I, 76 II        | 119 VI, 40 I, 40 II | 119 VII, 53, 54       | 119 VIII, 55 I, 55 II | 119 IX, 56, 57          | 119 X, 59, 60       | 119 XI, 61, 64           |
| Vesper                  | 110, 115, Offb 19      | 45 I, 45 II, Eph 1  | 49 I, 49 II, Offb 4-5 | 62, 67, Kol 1         | 72 I, 72 II, Offb 11-12 | 116 I, 121, Offb 15 | siehe Sonntag, 1. Vesper |
| Komplet                 | 91                     | 86                  | 143                   | 31 I, 130             | 16                      | 88                  | 4, 134                   |

#### Dritte Woche
|                         | Sonntag                | Montag               | Dienstag              | Mittwoch            | Donnerstag                | Freitag                | Samstag                  |
| ----------------------- | ---------------------- | -------------------- | --------------------- | ------------------- | ------------------------- | ---------------------- | ------------------------ |
| 1. Vesper (am Vorabend) | 113, 116 II, Phil 2    |                      |                       |                     |                           |                        |                          |
| Lesehore                | 145 I, 145 II, 145 III | 50 I, 50 II, 50 III  | 68 I, 68 II, 68 III   | 89 I, 89 II, 89 III | 89 IV, 89 V, 90           | 69 I, 69 II, 69 III    | 107 I, 107 II, 107 III   |
| Laudes                  | 93, Dan 3, 148         | 84, Jes 2, 96        | 85, Jes 26, 67        | 86, Jes 33, 98      | 87, Jes 40, 99            | 51, Jer 14, 100        | 119 XIX, Weish 9, 117    |
| Terz/Sext/Non           | 118 I, 118 II, 118 III | 119 XII, 71 I, 71 II | 119 XIII, 74 I, 74 II | 119 XIV, 70, 75     | 119 XV, 79, 80            | 22 I, 22 II, 22 III    | 119 XVI, 34 I, 34 II     |
| Vesper                  | 110, 111, Offb 19      | 123, 124, Eph 1      | 125, 131, Offb 4-5    | 126, 127, Kol 1     | 132 I, 132 II, Offb 11-12 | 135 I, 135 II, Offb 15 | siehe Sonntag, 1. Vesper |
| Komplet                 | 91                     | 86                   | 143                   | 31 I, 130           | 16                        | 88                     | 4, 134                   |

#### Vierte Woche
|                         | Sonntag           | Montag               | Dienstag               | Mittwoch               | Donnerstag                | Freitag                | Samstag                  |
| ----------------------- | ----------------- | -------------------- | ---------------------- | ---------------------- | ------------------------- | ---------------------- | ------------------------ |
| 1. Vesper (am Vorabend) | 122, 130, Phil 2  |                      |                        |                        |                           |                        |                          |
| Lesehore                | 24, 66 I, 66 I    | 73 I, 73 II, 73 III  | 102 I, 102 II, 102 III | 103 I, 103 II, 103 III | 44 I, 44 II, 44 III       | 55 I, 55 II, 55 III    | 50 I, 50 II, 50 III      |
| Laudes                  | 118, Dan 3, 150   | 90, Jes 42, 135      | 101, Dan 3, 144        | 108, Jes 61, 146       | 143, Jes 66, 147 I        | 51, Tob 13, 147 II     | 92, Ez 36, 8             |
| Terz/Sext/Non           | 23, 76 I, 76 II   | 119 XVII, 82, 120    | 119 XVIII, 88 I, 88 II | 119 XIX, 94 I, 94 II   | 119 XX, 128, 129          | 119 XXI, 133, 140      | 119 XXII, 45 I, 45 II    |
| Vesper                  | 110, 112, Offb 19 | 136 I, 136 II, Eph 1 | 137, 138, Offb 4-5     | 139 I, 139 II, Kol 1   | 144 I, 144 II, Offb 11-12 | 145 I, 145 II, Offb 15 | siehe Sonntag, 1. Vesper |
| Komplet                 | 91                | 86                   | 143                    | 31 I, 130              | 16                        | 88                     | 4, 134                   |

### Geprägte Zeiten
An den Sonntagen in der Fastenzeit ist das Canticum der zweiten Vesper 1 Petr 2 . In den geprägten Zeiten hat die Lesehore an einigen Tagen andere Psalmen:
Samstag der ersten Woche: Psalm 105 I, II, III

Samstag der zweiten Woche: Psalm 106 I, II, III

Freitag der vierten Woche: Psalm 78 I, II, III

Samstag der vierten Woche: Psalm 78 IV, V, VI